# Характеристичний многочлен
Характеристичний поліном квадратної матриці {\displaystyle \ A} розміру {\displaystyle \ n\times n} — це многочлен степеня {\displaystyle \ n} від змінної {\displaystyle \ \lambda ,} який дорівнює
{\displaystyle \ p_{A}(\lambda )=\det(A-I_{n}\lambda )}, де {\displaystyle I_{n}} — одинична матриця порядку {\displaystyle n}.

## Мотивація
Скаляр {\displaystyle \lambda } є власним значенням матриці A для власного вектора {\displaystyle \mathbf {v} } тоді і тільки тоді коли: 
{\displaystyle A\mathbf {v} =\lambda \mathbf {v} ,\,}
або 
{\displaystyle (\lambda I_{n}-A)\mathbf {v} =0\,}
Оскільки {\displaystyle \mathbf {v} \neq 0,} то {\displaystyle (\lambda I_{n}-A)} повинна бути виродженою, а отже:
{\displaystyle \det(\lambda I_{n}-A)=0}.

## Властивості
- Неважко переконатися, що

{\displaystyle p_{A}(\lambda )=\lambda ^{n}-\operatorname {tr} A\lambda ^{n-1}+\ldots +(-1)^{n}\det A}
- Для матриць елементи яких комутативними є {\displaystyle \mathbb {Q} }-алгебрами, характеристичний многочлен можна записати як:
{\displaystyle p_{A}(\lambda )=\sum _{i=0}^{n}(-1)^{i}q_{n-i}{\Bigl (}\operatorname {tr} A,\operatorname {tr} A^{2}\ldots ,\operatorname {tr} A^{n-i}{\Bigr )}\lambda ^{i},}
де {\displaystyle q_{n-i}}— многочлени із раціональними коефіцієнтами, що описують залежність елементарних симетричних многочленів від степеневих симетричних многочленів у тотожностях Ньютона (тобто {\displaystyle e_{j}=q_{j}(p_{1},...p_{j}).})
- Характеристичні поліноми подібних матриць збігаються:

{\displaystyle \ p_{B^{-1}AB}(\lambda )=p_{A}(\lambda )}
- Характеристичні поліноми добутку квадратних матриць не залежать від порядку множників:

{\displaystyle \ p_{BA}(\lambda )=p_{AB}(\lambda )}
- Характеристичний поліном від самої матриці дорівнює нульовій матриці (теорема Гамільтона — Келі):

{\displaystyle \ p_{A}(A)=0.}

## Характеристичне рівняння
Характеристичним рівнянням (або секулярним рівнянням; така назва пов'язана з тим, що це рівняння зустрічається при дослідженні столітніх збурень планет; з латині: `saeculum' --- століття.) називається рівняння 
{\displaystyle \ p_{A}(\lambda )=\det(\lambda I_{n}-A)=0}
Корені характеристичного полінома називаються характеристичними числами матриці {\displaystyle A.}
Тільки вони є власними значеннями матриці {\displaystyle A.}